# Mammillaria mystax
Mammillaria mystax är en kaktusväxtart som beskrevs av Carl Friedrich Philipp von Martius. Mammillaria mystax ingår i släktet Mammillaria och familjen kaktusväxter. Inga underarter finns listade i Catalogue of Life.

## Bildgalleri

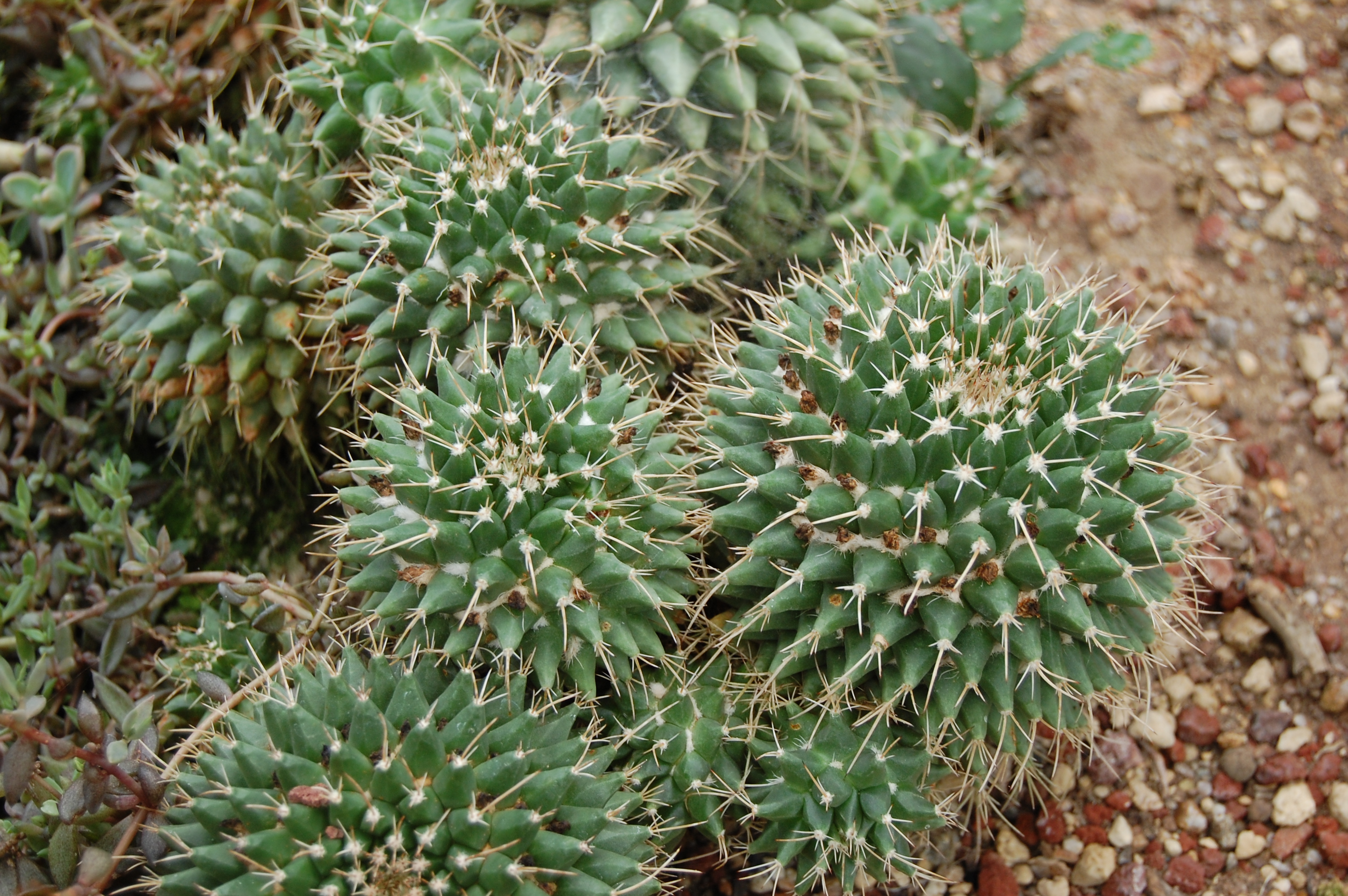
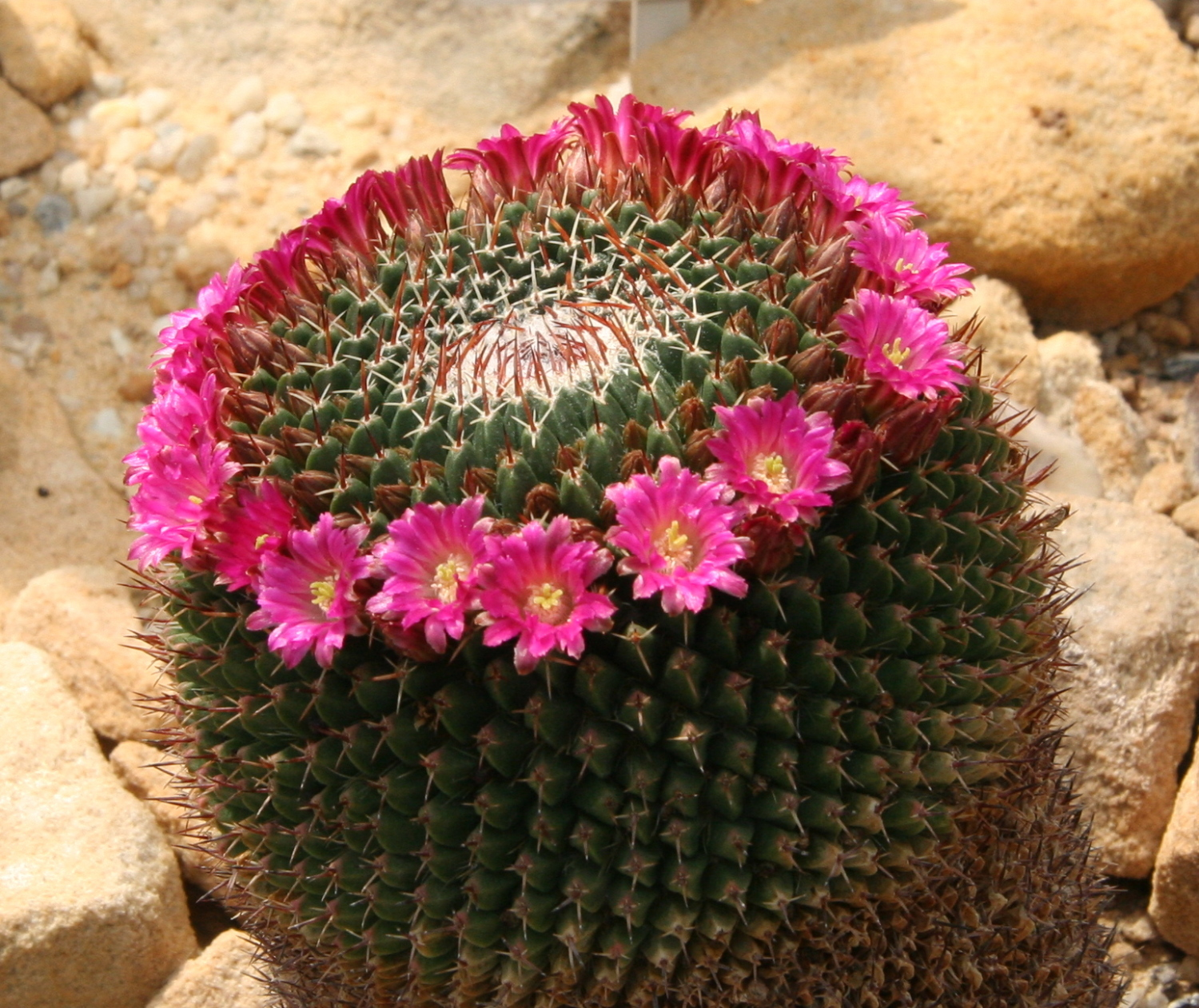
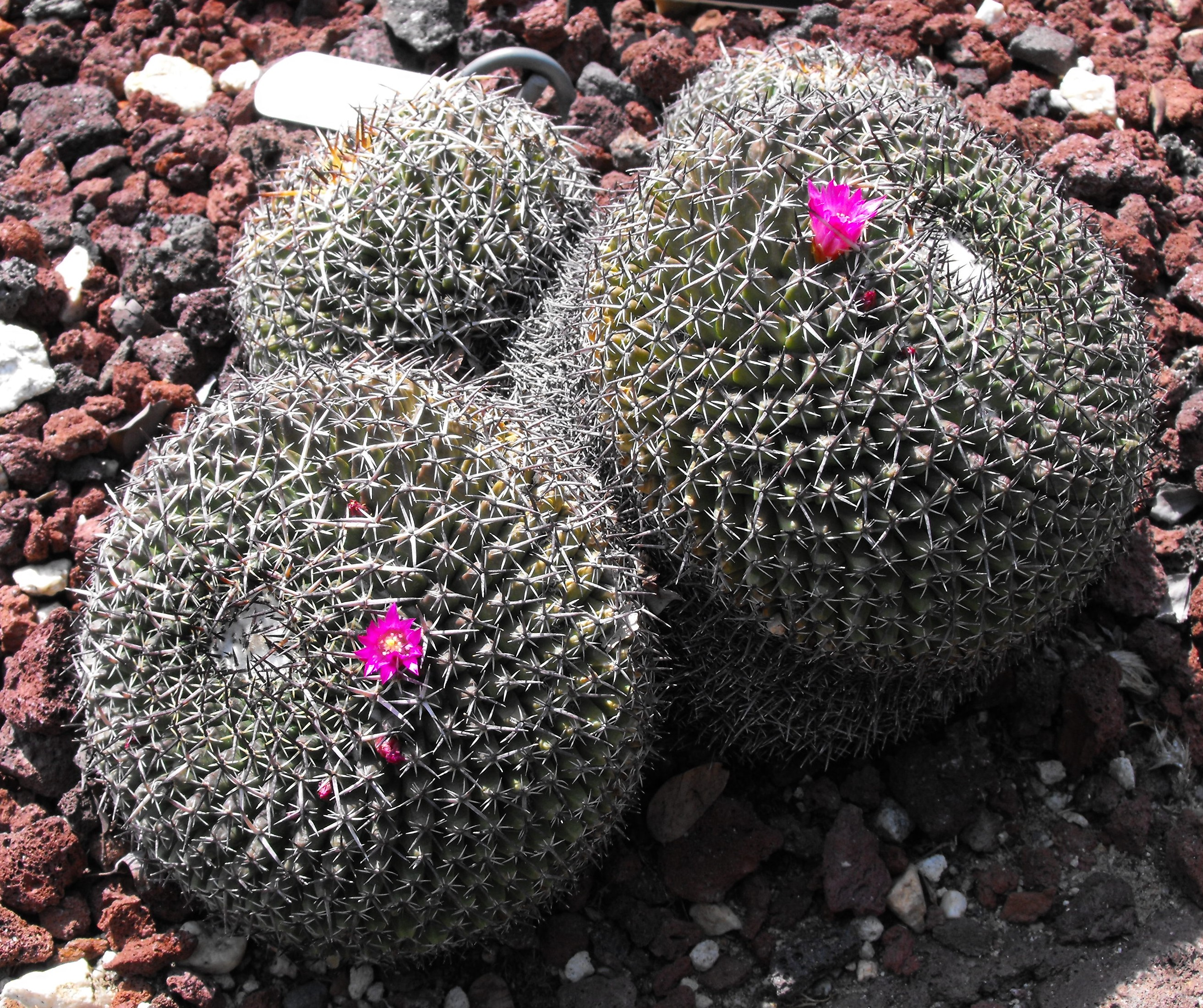
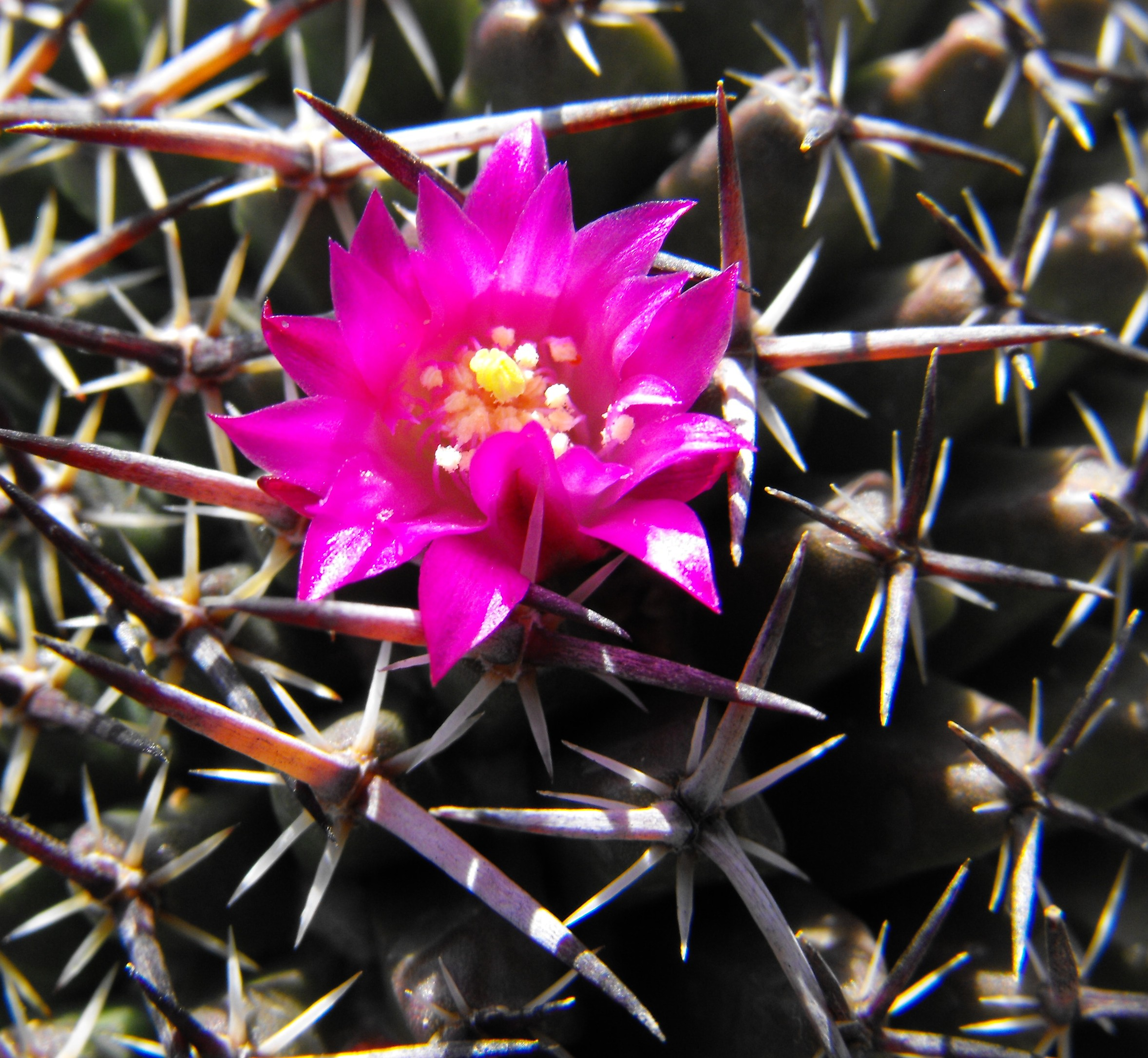
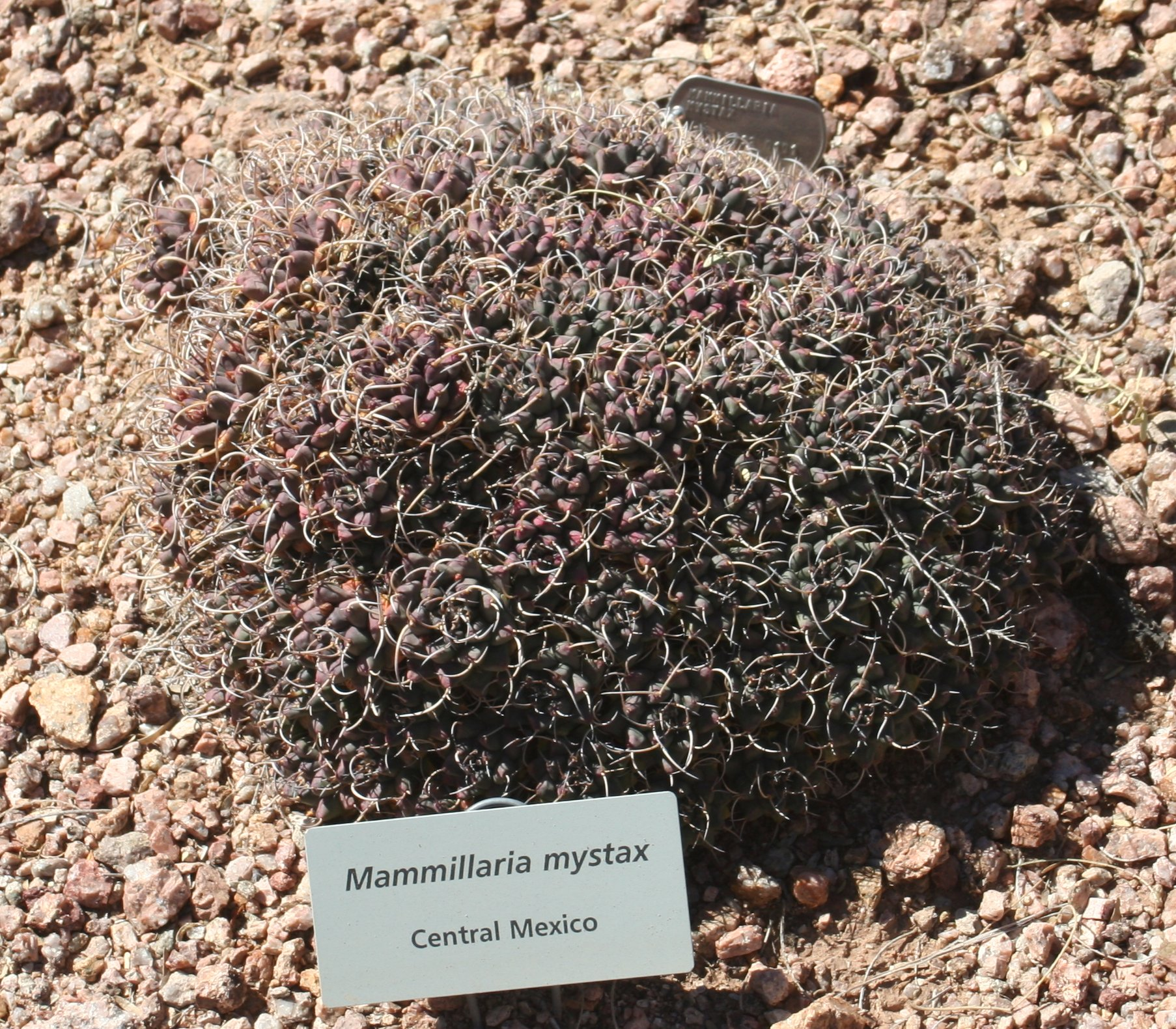
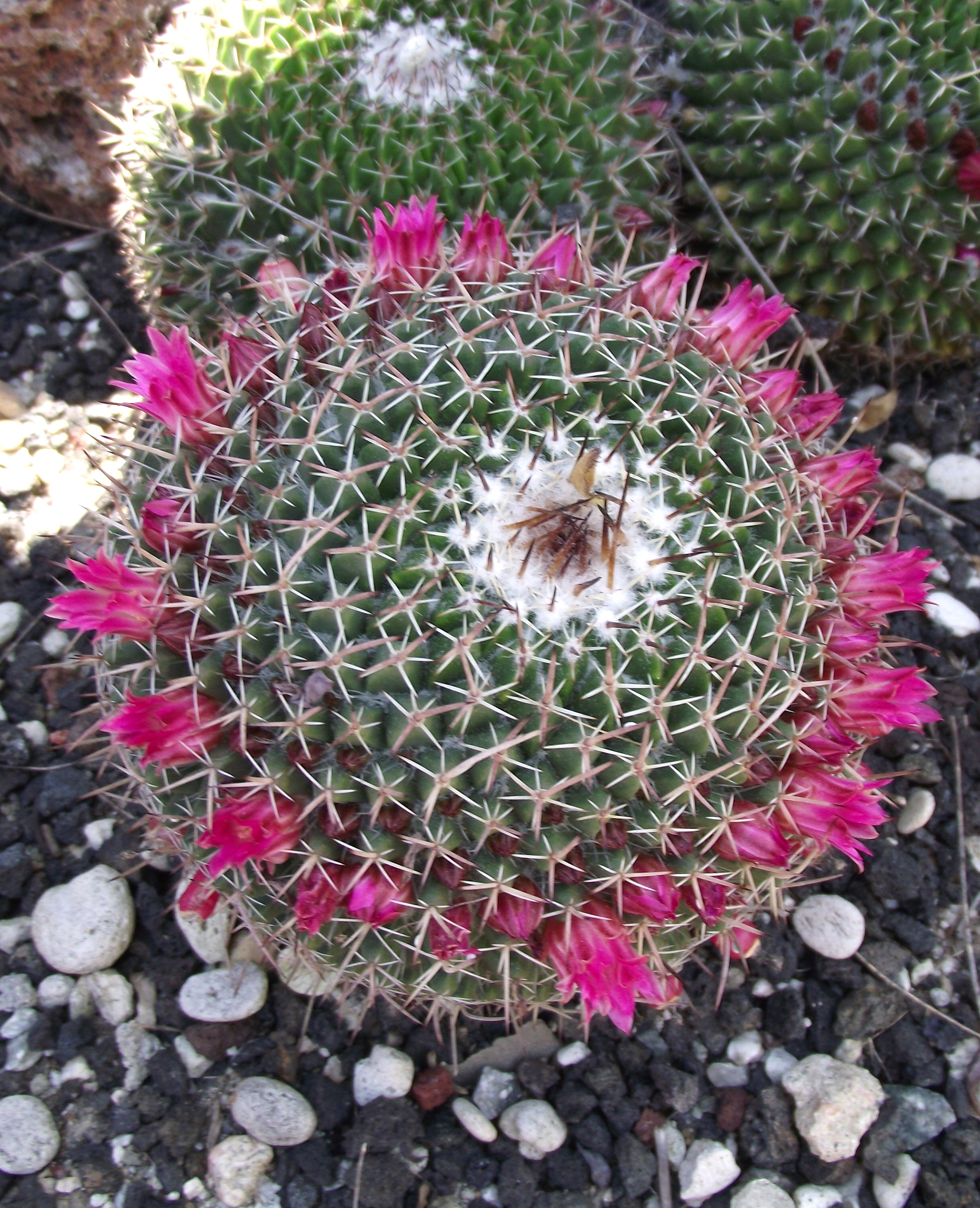